# Staverton (Northamptonshire)
Staverton is een civil parish in het bestuurlijke gebied Daventry, in het Engelse graafschap Northamptonshire. In 2001 had de parish 468 inwoners. In 2011 was dit afgenomen naar 458 inwoners. In 2021 had Staverton 496 inwoners. De naam Staverton is een samenvoeging van het Oud-Engelse stæfer (paal of staak) en tūn (boerderij of omheining), waarmee de naam Staverton dus duidt op een plaats die omringt of gemarkeerd is door staken, of een plaats waar deze in het verleden werden gemaakt of gewonnen.